# Звёздный путь: Восстание
«Звёздный путь: Восстание» (англ. Star Trek: Insurrection) — девятый полнометражный научно-фантастический фильм, действие которого происходит во вселенной Звёздного пути. Премьера фильма состоялась 11 декабря 1998 года.

## Сюжет
Планета «Ба’ку» — настоящий рай. Люди, живущие на ней никогда не стареют и обладают рядом парапсихологических способностей. Многие высокопоставленные лица Объёдиненной федерации планет готовы отдать всё за секрет бессмертия. Вступив в союз с одной из рас, агенты Федерации тайно находятся на планете и пытаются раскрыть секрет.
Волею случая, экипаж звездолёта «Энтерпрайз-E» под командованием капитана Пикара обнаруживает эту тайную деятельность, противоречащую «Первой директиве» о невмешательстве. Пикард решает прекратить тайную деятельность на планете любым доступным способом.
Время действия фильма — 2375 год.

## В ролях
| Актёр             | Роль                                                 |
| ----------------- | ---------------------------------------------------- |
| Патрик Стюарт     | капитан Жан-Люк Пикар                                |
| Джонатан Фрейкс   | коммандер Уильям Томас Райкер (первый помощник)      |
| Брент Спайнер     | лейтенант-коммандер Дэйта (второй помощник)          |
| Левар Бертон      | лейтенант-коммандер Джорди Ла Форж (главный инженер) |
| Майкл Дорн        | лейтенант-коммандер Ворф (глава тактической службы)  |
| Гейтс Макфадден   | коммандер Беверли Крашер (глава медицинской службы)  |
| Марина Сиртис     | советник-коммандер Диана Трой                        |
| Ф. Мюррей Абрахам | Руафо                                                |
| Донна Мёрфи       | Эния                                                 |
| Энтони Зербе      | адмирал Догерти                                      |
| Грегг Генри       | Галатин                                              |
| Даниэль Хью Келли | Соджеф                                               |
| Том Морелло       | воин Сон'а                                           |

## О создании фильма
Успех фильма «Звёздный путь: Первый контакт» подтолкнул компанию Paramount Pictures к финансированию очередного фильма. Ответственным за картину был назначен удачный тандем Рика Бермана и Джонатана Фрэйкса.
Первоначально Берман планировал привлечь к работе сценаристов предыдущего фильма — Брэннона Брагу и Рональда Мура, но получив их отказ пригласил для этой работы Майкла Пиллера. В разработке было несколько проектов сценария, но в основу будущего фильма легла давняя литературная идея о фонтане молодости. Подобная тема поднималась в романе Уильяма Шетнера 1995 года «Звёздный путь: Пепел Эдема» (англ. Star Trek: The Ashes of Eden), но героем книги был капитан Кирк.
Ключевой идеей сюжета стало противостояние Пикарда и Федерации. Для того, чтобы фильм не выглядел столь мрачным, в него были введены две романтические линии: «Райкер и Трой» и «Пикард и Эния».

## Номинации и премии
- Фильм был номинирован на награду «Премия Сатурн» «Академии научно-фантастических, фантастических фильмов и фильмов ужасов США» 1999 года в номинациях:
  - Лучший грим.
  - Лучший научно-фантастический фильм.
- Фильм был номинирован на награду «Golden Satellite Awards» 1999 года в номинации Лучшие эффекты.
- Фильм был номинирован на награду «Хьюго» 1999 года в номинации Лучшее драматическое действие.
- Фильм был номинирован на награду «Young Artist Awards» 1999 года в номинациях:
  - Лучшее исполнение роли второго плана.
  - Лучший семейный драматический фильм